# Marco Conti (politico italiano)
Marco Conti (Trasacco, 26 gennaio 1934 – Roma, 18 settembre 2016) è stato un politico e giornalista italiano.

## Biografia
Di origine abruzzese, giornalista professionista iscritto all'Ordine del Lazio dal 1961, si trasferì a Roma. 
Lavorò per Il Messaggero, Agi e per la RAI. 
Nel 1992 fu eletto senatore della Repubblica nelle file della Democrazia Cristiana nel collegio di Avezzano, rimase in carica fino al 1994.